# کریشنا (کارگردان)
کریشنا (انگلیسی: Krishna) با نام بدو تولد کریشنا کی.تی. ناگاراجان که در نزد عموم با نام‌های کریشنا، ان. کریشنا و اُبلی ان. کریشنا معروف است، کارگردان فیلم و فیلم‌نامه‌نویس صنعت فیلم تامیل است. او اولین کار کارگردانی خود را در سال ۲۰۰۶ با فیلم رمانتیک درام عشق گذشته  شروع کرد که در آن فیلم سوریا و جیوتیکا نقش‌های اصلی را بازی کردند.

## فیلم‌شناسی
به عنوان کارگردان
| سال  | نام فیلم  | نکات                         |
| ---- | --------- | ---------------------------- |
| ۲۰۰۶ | عشق گذشته | به عنوان اولین کار کارگردانی |
| ۲۰۱۴ | بزرگراه   |                              |
| ۲۰۱۹ | هیپی      | فیلم تلوگو                   |
| ۲۰۲۳ | ده سر     |                              |

به عنوان بازیگر
| سال  | نام فیلم  | نکات              |
| ---- | --------- | ----------------- |
| ۲۰۰۱ | رعد و برق | راننده ماشین باری |
| ۲۰۱۴ | بزرگراه   | راننده ماشین باری |
| ۲۰۲۳ | ده سر     |                   |